# ساختار الماس

مدل چرخشی ساختار کریستالی مکعبی الماس

در علم بلورشناسی، ساختار کریستالی مکعبی الماس یک الگوی تکراری از 8 اتم است که برخی مواد ممکن است هنگام جامد شدن به خود بگیرند. با اینکه اولین نمونه شناخته شدۀ آن الماس بود، ساید عناصر گروه 14 نیز این ساختار را به خود می‌گیرند؛ از جمله نوعی قلع، نیمه‌هادی‌های سیلیسیم و ژرمانیم، و آلیاژ‌های سیلیسیم-ژرمانیم در هر نسبتی. همچنین کریستال‌هایی وجود دارند، مانند فرم دما بالای کریستوبالیت، که دارای ساختاری مشابه هستند، با یک نوع اتم (مانند سیلیسیم در کریستوبالیت) در موقعیت‌های اتم‌های کربن در الماس ولی با نوع دیگری از اتم (مانند اکسیژن) در نصف فاصلۀ بین آن‌ها.
اگرچه اغلب به این شبکه الماس گفته می‌شود، این ساختار به معنی فنی کلمه "شبکه" در ریاضیات نیست.

## ساختار بلوری
ساختار مکعبی الماس در گروه فضایی {\textstyle Fd{\overline {3}}m} (گروه فضایی 277) قرار دارد. که از شبکه براوه مکعبی با وجه مرکزی (FCC) تبعیت می‌کند. این شبکه الگوی تکراری را توصیف می‌کند؛ برای کریستال‌های مکعبی الماس، این شبکه با طرحی از دو اتم با پیوند چهار وجهی در هر سلول اولیه "تزئین" شده است که با {\textstyle {\frac {1}{4}}} عرض سلول واحد در هر بُعد از یکدیگر جدا شده‌اند. شکبه الماس را می‌توان به صورت جفتی از شبکه‌های مکعبی از وجه مرکزی متقاطع دید که هر کدام با {\textstyle {\frac {1}{4}}} عرض سلول واحد در هر بعد از یکدیگر جدا شده‌اند. بسیاری از نیمه‌ هادی‌های ترکیبی مانند گالیم آرسناید، نوعی سیلیسیم کاربید، و ایندیم آنتیمونید ساختار مشابهی به ساختار بلندروی (Zincblende) را به خود می‌گیرند که در آن هر اتم نزدیک‌ترین همسایگان خود را از یک اتم متفاوت دارد. گروه فضایی بلندروی {\textstyle F{\overline {4}}3m} است، اما بسیاری از خواص ساختاری آن شبیه به ساختار الماس است.
ضریب تراکم اتمی در ساختار الماس (نسبت فضای پر شده توسط کره‌هایی که بر روی رئوس این ساختار قرار دارندو بدون این‌که تداخل داشته باشند بزرگترین اندازه ممکن هستند) تقریبا 0.34 است که به طور دقیق‌تر{\textstyle {\frac {\pi {\sqrt {3}}}{16}}} بیان می‌شود. این مقدار به طور قابل توجهی کمتر از ضریب تراکم برای شبکه‌های مکعبی با وجوه مرکزی (FCC) و مکعبی بدن‌مرکزی (BCC) است که نشان‌دهندۀ تراکم کمتر این ساختار است.  ساختار‌های بلندروی ضریب تراکم بالاتری از 0.34 دارند که وابسته به اندازه نسبی دو اتم تشکیل‌دهندۀ آن‌ها است.
فواصل اول، دوم، سوم، چهارم و پنجم نزدیک‌ترین همسایه‌‌ها در واحد‌های ثابت شبکۀ مکعبی به ترتیب عبارت‌اند از {\textstyle {\frac {\sqrt {3}}{4}}}، {\textstyle {\frac {\sqrt {2}}{2}}}، {\textstyle {\frac {\sqrt {11}}{4}}}، {\textstyle 1}، {\textstyle {\frac {\sqrt {19}}{4}}}.

## ساختار ریاضی

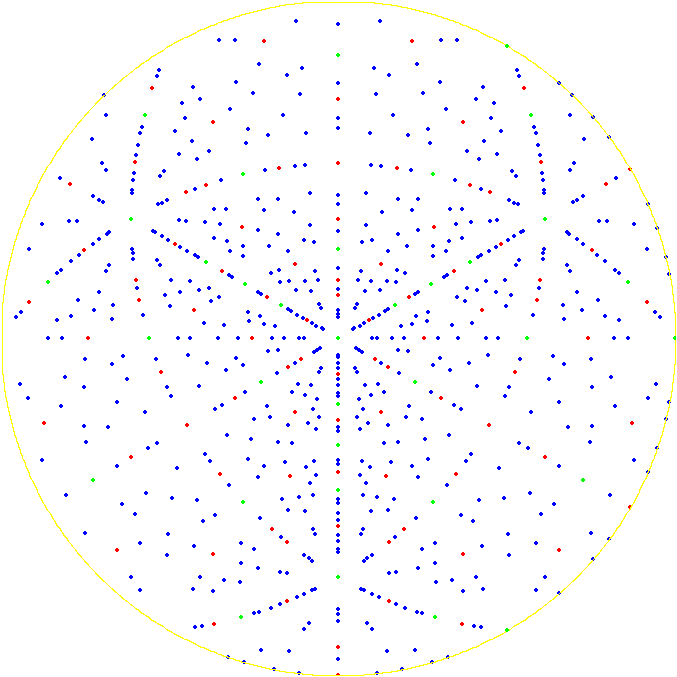
شکل قطبی تصویربرداری استریوگرافیک شبکه الماس که تقارن سه‌گانه در امتداد جهت [111] نشان می‌دهد.

از نظر ریاضی، نقاط ساختار مکعبی الماس می‌توانند به عنوان زیر‌مجموعه‌ای از شبکه عدد صحیح سه‌بعدی با استفاده از یک سلول واحد مکعبی چهار واحدی تعریف شوند. با این مختصات، نقاط ساختاری دارای مختصات {\textstyle (x,y,z)} هستند که معادلات زیر را برآورده می‌کنند.
{\displaystyle {\begin{array}{l}x=y=z\;({\text{mod}}\;2),\\x+y+z=0\;{\text{or}}\;1\;({\text{mod}}\;4).\end{array}}}
هشت نقطه (در مدول 4) وجود دارند که این شرایط را برآورده می‌کنند:
{\displaystyle {\begin{array}{l}(0,0,0),\;(0,2,2),\;(2,0,2),\;(2,2,0)\\(3,3,3),\;(3,1,1),\;(1,3,1),\;(1,1,3)\end{array}}}تمام نقاط دیگر را می‌توان با افزودن مضرب‌های چهار به مختصات {\textstyle x,\;y,\;z} این هشت نقطه به دست آورد. نقاط مجاور در این ساختار در شبکه عدد صحیح در فاصلۀ {\textstyle {\sqrt {3}}} از یکدیگر قرار دارند؛ لبه‌های ساختار الماس در امتداد قطر‌‌های بدنۀ مکعب‌های شبکه عدد صحیح قرار دارند.  

تصویر‌سازی از یک سلول واحد ساختار مکعبی الماس 1. اجزای یک سلول واحد، 2. یک سلول واحد، 3. شبکه‌ای از سلول واحد 3×3×3

این ساختار را می‌توان با ضرب کردن تمام مختصات در {\textstyle {\frac {a}{4}}} به سلول واحد مکعبی به عرض عدد دلخواه {\textstyle a} واحد تبدیل کرد. 
به طور جایگزین، هر نقطه از ساختار مکعبی الماس می‌‌تواند توسط مختصات عدد صحیح چهار‌بعدی توصیف شود که مجموع آن‌ها یا صفر و یا یک است. دو نقطه در ساختار الماس مجاور‌ هستند اگر و تنها اگر مختصات چهار‌بعدی آن‌ها تنها در یک مختصۀ یک واحد تفاوت داشته باشد. تفاوت کل مقادیر مختصات بین هر دو نقطه (فاصلۀ منهتن چهار‌بعدی آن‌ها) تعداد لبه‌ها در کوتاه‌ترین مسیر بین آن‌‌ دو نقطه در ساختار الماس را نشان می‌دهد. چهار همسایۀ نزدیک هر نقطه در این سیستم مختصات با افزودن یک به هر یک از چهار مختصه، یا کم کردن یک از هر چهار مختصه، بسته به این‌که مجموع مختصات صفر یا یک باشد، به دست می‌آیند. می‌توان با فرمول زیر این مختصات چهار‌بعدی را به مختصات سه‌بعدی تبدیل کرد.{\displaystyle (a,b,c,d)\to (a+b-c-d,\ a-b+c-d,\ -a+b+c-d)}چون ساختار الماس زیرمجموعه‌ای با حفظ فاصله از شبکۀ اعداد صحیح چهار‌بعدی را تشکیل می‌‌دهد، به عنوان یک مکعب جزئی شناخته می‌شود.
یک روش هم‌‌مختصات‌سازی دیگر از ساختار مکعبی الماس شامل حذف برخی از لبه‌ها از یک گراف شبکه سه‌بعدی است. در این هم‌مختصات‌سازی که دارای هندسۀ تغییر شکل یافته نسبت به ساختار استاندارد الماس مکعبی است ولی دارای همان ساختار توپولوژیکی است، رئوس ساختار مکعبی الماس با تمام نقاط ممکن شبکه سه بعدی و لبه‌های ساختار مکعبی الماس با زیرمجموعه‌ای از لبه‌های شبکه سه‌بعدی نشان داده می‌شوند.
ساختار مکعبی الماس گاهی به نام «شبکۀ الماس» خوانده می‌شود اما از نظر ریاضی، یک شبکه نیست: برای مثال، هیچ تقارن انتقالی وجود ندارد که نقطۀ (0,0,0) را به نقطۀ (3,3,3) منتقل کند. با این حال، این ساختار همچنان یک ساختار بسیار متقارن است: هر جفت برخورد می‌تواند توسط هم‌نهشتی فضای اقلیدسی به هر جفت برخورد دیگر تبدیل شود. علاوه بر این‌، کریستال الماس به عنوان یک شبکه در فضا دارای ویژگی ایزوتروپی قوی است. یعنی، برای هر دو رأس x و y از شبکۀ کریستالی، و برای هر ترتیب از لبه‌های مجاور به x و هر ترتیب از لبه‌های مجاور به y یک هم‌نهشتی نگهدارنده شبکه وجود دارد که x را به y و هر لبۀ x را به لبۀ y با ترتیب مشابه می‌برد. یک کریستال (فرضی) دیگر با این خاصیت، گراف لاوز (که به عنوان کریستال {\textstyle K_{4}}، {\textstyle (10,3)-a} یا دوقلوی الماس نیز شناخته می‌شود) است.

## خواص مکانیکی
استحکام فشاری و سختی الماس و مواد دیگر مانند نیترید بور (که دارای ساختار مشابه بلندروی است) به ساختار مکعبی الماس نسبت داده می‌شود.

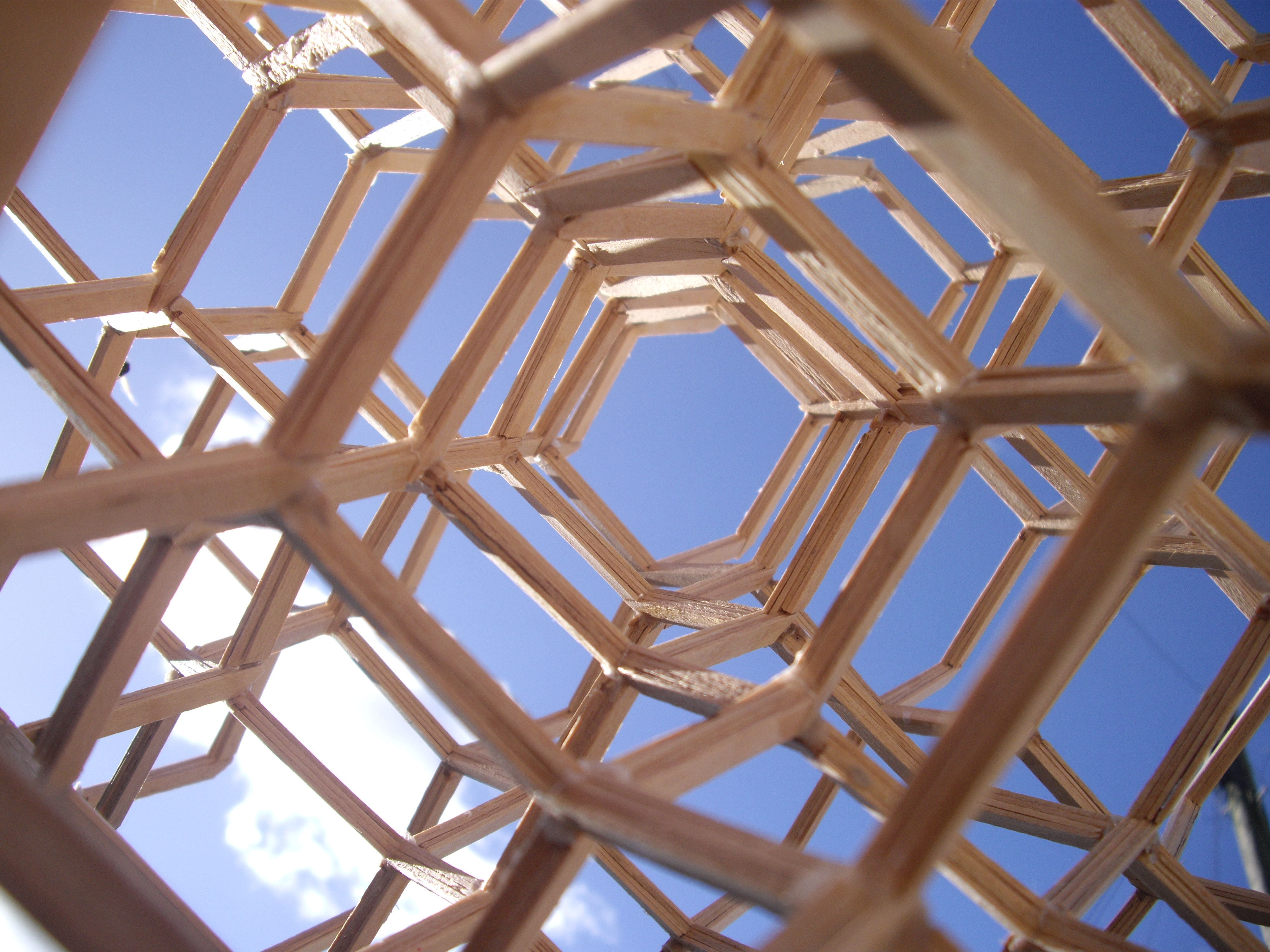
نمونه‌ای از سیستم خرپایی با ساختار مکعبی الماس برای مقاومت در برابر فشار

به طور مشابه، سیستم‌های خرپایی که از هندسۀ مکعبی الماس پیروی می‌کنند، با به حداقل رساندن طول بدون مهار تک تک پایه‌‌ها، ظرفیت بالایی برای مقاومت در برابر فشار دارند. هندسۀ مکعبی الماس برای تأمین صلبیت ساختاری نیز مورد توجه قرار گرفته است،  اگرچه ساختار‌هایی که از مثلث‌های اسکلتی تشکیل شده‌اند، مانند خرپای اکتت، برای این منظور مؤثرتر شناخته شده‌اند.